# Karl Theodor Haanen
Karl Theodor Haanen (* 13. Februar 1892 in Köln; † 8. Dezember 1965 in Solingen) war ein deutscher Jurist, Kaufmann, Journalist, Autor und Fotograf in Solingen.
Nach Besuch der Grundschule in Solingen-Gräfrath und Abschluss der Gymnasialzeit in Opladen, Rheinbach und Metz studierte Haanen in Freiburg und Bonn Jura. 1920 schloss er seiner Ausbildung mit Promotion in Gießen ab und wurde Rechtsreferendar am Amtsgericht Ohligs (heute Solingen). Von da wechselte er in die Industrie seiner Heimatstadt, machte sich selbstständig und führte ein Unternehmen für Sportgeräte. Parallel dazu arbeitete er zunehmend journalistisch, u. a. als Redakteur verschiedener Tageszeitungen im Rheinland, sowie als Herausgeber von Fachzeitschriften für die Bergische Stahlwarenwirtschaft.
Während seiner Soldatenzeit im Ersten Weltkrieg hatte er Kontakt zur Fliegerei, was ihn später zum eigenen Segelflug animierte. Er übernahm den Vorsitz der Luftsportgruppe Solingen und der neugegründeten Luftsportgemeinschaft Bergisch-Land. Damit begann auch seine literarische Tätigkeit. Hervorzuheben ist sein Werk über den Flieger Robert Kronfeld von 1932, welches aber schon 1933 verboten wurde wegen Kronfelds jüdischer Herkunft. Außer als Verfasser weiterer Bücher arbeitete Haanen mit dem Medium Rundfunk zusammen. Schließlich schrieb er 1939 ein Hörspiel anlässlich des Geburtstages von Otto Lilienthal (1848–1896) für den damaligen Reichssender Köln.
Karl Theodor Haanen war ein begeisterter Fotograf. Dies führte zu einer umfangreichen Farbfoto-Dokumentation der Kriegsschäden durch die großen Bombenangriffe auf die Stadt Solingen im Herbst 1944. Diese Fotografien fanden 2003 in einem Großbildband Verwendung.
Haanen erhielt im Ersten Weltkrieg die Auszeichnungen EK II und I sowie 1935 das Ehrenkreuz. 1957 wurde ihm das Bundesverdienstkreuz am Bande des Bundesverdienstordens verliehen. Zuletzt war er Ehrenvorsitzender der Luftsportgruppe Solingen.
Sein Sohn war der Priester Peter Haanen, ein Verfasser und Sprecher der Fernseh-Sendung Das Wort zum Sonntag.

## Publikationen
- Ein Segelflieger. Robert Kronfeld. Köln 1932.
- Jungens am Himmel. Bilder aus dem Leben der Segelflieger. Dresden 1935.
- Flieger vor die Front! Ruf und Befehl an die deutsche Jugend. Berlin 1936.
- Nie genug Segelflug! Ein fröhliches Fliegerbuch. Stuttgart 1937.
- Kleine Symphonie vom Fliegen. Funkbeitrag, Köln 1938
- Fliegerhorst im Erlenbusch. Aus dem Leben der jungen Deutschen Luftwaffe. Stuttgart 1938.
- Der Flieger-Münchhausen. Freiherr von Münchhausen erzählt unglaubliche Fliegerabenteuer. Stuttgart 1938.
- Segelflug über den Atlantik. Funkscherz, Köln 1938.
- Spuk am Himmel. Ein kleines Märchen von heute, für große und kleine Leute. Paderborn 1939.
- Otto Lilienthal. Hörspiel, Köln 1939.
- Das fliegende Kleeblatt. Ein heiterer Roman. Berlin 1941.
- Sonnenstürmer. Otto Lilienthal und sein Erbe. Essen 1942.
- Fröhliche Fliegerei. Fast unglaubliche Geschichten. Essen 1943.
- Flaksoldat Münchhausen. Neue Lügengeschichten. Essen 1943.
- Ein Segelflieger. Robert Kronfeld. München 1962 (Neuauflage).